# Леснічувка (Ліпський повіт)
Леснічувка (пол. Leśniczówka) — село в Польщі, у гміні Сенно Ліпського повіту Мазовецького воєводства.
Населення — 20 осіб (2011).
У 1975-1998 роках село належало до Радомського воєводства.

## Демографія
Демографічна структура станом на 31 березня 2011 року:
|          | Загалом | Допрацездатний вік | Працездатний вік | Постпрацездатний вік |
| -------- | ------- | ------------------ | ---------------- | -------------------- |
| Чоловіки | 10      | 2                  | 6                | 2                    |
| Жінки    | 10      | 1                  | 7                | 2                    |
| Разом    | 20      | 3                  | 13               | 4                    |